# Livermore (Kentucky)
Pour les articles homonymes, voir Livermore (homonymie).
Livermore est une ville américaine située dans le comté de McLean, dans le Kentucky. Selon le recensement de 2020, sa population est de 1 230 habitants.